# Paepalanthus apacarensis
Paepalanthus apacarensis är en gräsväxtart som beskrevs av Harold Norman Moldenke. Paepalanthus apacarensis ingår i släktet Paepalanthus och familjen Eriocaulaceae. Inga underarter finns listade i Catalogue of Life.